# Budowlani Łódź Sportowa 2011-2012
Questa voce raccoglie le informazioni riguardanti il Budowlani Łódź Sportowa nelle competizioni ufficiali della stagione 2011-2012.

## Organigramma societario
Area direttiva
- Presidente: Marcin Chudzik

Area tecnica
- Allenatore: Mauro Masacci

## Rosa
| N° | Nome                 | Ruolo | Data di nascita   | Nazionalità |
| -- | -------------------- | ----- | ----------------- | ----------- |
| 1  | Hélène Rousseaux     | S     | 25 settembre 1991 | Belgio      |
| 2  | Katarzyna Ciesielska | L     | 27 ottobre 1987   | Polonia     |
| 3  | Karolina Kosek       | S     | 28 giugno 1985    | Polonia     |
| 4  | Anita Kwiatkowska    | S/O   | 5 marzo 1985      | Polonia     |
| 5  | Ewelina Mikołajewska | S     | 20 giugno 1992    | Polonia     |
| 6  | Dominika Koczorowska | C     | 2 maggio 1983     | Polonia     |
| 7  | Katarzyna Bryda      | S     | 30 aprile 1990    | Polonia     |
| 8  | Marta Wójcik         | P     | 17 febbraio 1982  | Polonia     |
| 9  | Katarzyna Mróz       | C     | 19 febbraio 1981  | Polonia     |
| 10 | Joanna Podoba        | S/O   | 17 febbraio 1977  | Polonia     |
| 14 | Luana de Paula       | C     | 23 ottobre 1984   | Brasile     |
| 17 | Ana Grbac            | P     | 23 marzo 1988     | Croazia     |